# Fred Grubel
Fred Grubel (geboren als Fritz Grübel 22. Oktober 1908 in Leipzig; gestorben 4. Oktober 1998 in New York City) war ein deutschamerikanischer Jurist, Krankenhausdirektor und Leiter des Leo Baeck Instituts.

## Leben
Fritz Grübels Vater Sally (Salomon) Grübel stammte aus Lemberg und hatte die österreichische Staatsangehörigkeit. Er hatte mehrere Brüder, die im Hopfenhandel tätig waren. Sally Grübel heiratete in Leipzig Lucy Fischer, die aus einer bedeutenden Leipziger Rauchwarenhändler-Familie stammte. Sally Grübel war österreichischer Soldat im Ersten Weltkrieg und wurde nach 1918 Pole oder staatenlos. Die Familie erhielt 1929 die deutsche Staatsbürgerschaft. Sally Grübel schrieb unter dem Pseudonym S. E. Vengers das Leipziger Volksstück Ultimo am Brühl, das 1931 im Komödienhaus uraufgeführt wurde.
Grübels erheblich älterer Lemberger Cousin war der Schriftsteller Joseph Roth („Muniu“), um dessen Nachlass Grubel sich später kümmerte. Grübel besuchte die Schiller-Schule im Stadtteil Gohlis. Statt des Neigungsfachs Literatur studierte er Jura, machte die erste Staatsprüfung und wurde 1930 in Leipzig promoviert. Nach der Machtübergabe an die Nationalsozialisten 1933 wurde er aus rassistischen Gründen aus dem Staatsdienst entlassen und konnte den Vorbereitungsdienst für die zweite Staatsprüfung nicht zu Ende bringen. Ihm und seinen Eltern wurde die deutsche Staatsbürgerschaft wieder entzogen. Seine Eltern zogen nach Sarajewo im Königreich Jugoslawien, wo der Vater 1940 starb. Seine Mutter wurde nach 1941 in einem Konzentrationslager inhaftiert und starb an den Haftbedingungen.
Fritz Grübel fand 1936 eine Beschäftigung in der Verwaltung der Jüdischen Gemeinde Leipzig. Nach den Novemberpogromen wurde er für fünf Wochen im KZ Buchenwald inhaftiert. Ende Januar 1939 floh er mit Frau und Kind nach Großbritannien. 1940 gelangte die mittlerweile vierköpfige Familie in die Vereinigten Staaten, wo Fritz Grübel fortan unter dem Namen Fred Grubel lebte. Da seine Berufsausbildung dort nicht anerkannt wurde, studierte er Buchprüfungswesen und arbeitete sechs Jahre für das Joint Distribution Committee und andere jüdische Hilfsorganisationen. Er fand dann eine Stelle in der Krankenhausverwaltung und wechselte in den 1950er Jahren als Krankenhausdirektor zum Montefiore Hospital im New Yorker Stadtteil Bronx.
Grubel wurde 1968 Leiter des New Yorker Leo-Baeck-Instituts und baute dessen Bibliothek und Archiv zu einer bedeutenden Sammlung über das deutsche Judentum aus.
Fred Grubel starb wenige Wochen vor Vollendung seines 90. Lebensjahres am 4. Oktober 1998 in New York City. Er fand seine letzte Ruhestätte auf dem jüdischen Friedhof Cedar Park Cemetery in Paramus, New Jersey.

## Schriften (Auswahl)
- Die Rechtslage der römisch-katholischen Kirche in Polen nach dem Konkordat vom 10. Februar 1925. Th. Weicher, Leipzig 1930.
- Der Judenfriedhof im Johannistal. Anfang und Ende des bürgerlichen Zeitalters der jüdischen Gemeinde in Leipzig. In: Leo-Baeck-Institute Bulletin, Nr. 18, New York 1962.
- (Hrsg.): Leo Baeck Institute New York. Catalog of the Archival Collections. Mohr Siebeck, Tübingen 1990, ISBN 978-3-16-145597-1.
- Jüdisches Leben und Leiden in Leipzig : Erinnerungen 1908 bis 1939. Stadt Leipzig, Kulturamt, Leipzig 1997.
- Schreib das auf eine Tafel die mit ihnen bleibt: Jüdisches Leben im 20. Jahrhundert. Autobiografie. Böhlau, Wien etc. 1998, ISBN 978-3-205-98871-7.